# Carmela Auriemma
Carmela Auriemma (Maddaloni, 3 luglio 1981) è una politica italiana, dal 13 ottobre 2022 deputata alla Camera per il Movimento 5 Stelle.

## Biografia
Nata il 3 luglio 1981 a Maddaloni, tra la provincia di Caserta e la città metropolitana di Napoli, si è laureata in giurisprudenza con 110 e lode all'Università degli Studi di Napoli "Federico II", con una tesi in diritto processuale civile, conseguendo poi un master in diritto ambientale e un corso di perfezionamento di tutela dei diritti alla Corte di giustizia dell'Unione europea.
Dal 2012 svolge l'attività di avvocato, specializzata in diritto dell'Unione europea, iscritta all'Ordine degli Avvocati di Napoli e titolare di uno studio legale dal 2016.
È stata nel 2014 docente universitario presso la Link Campus University.

## Attività politica
Attivista del Movimento 5 Stelle (M5S), alle elezioni comunali in Campania del 2017 viene candidata a sindaco di Acerra per il M5S, ottenendo il 7,15% dei voti, che non le permette di diventare sindaco, ma venendo eletta al consiglio comunale di Acerra, dov'è presidente della commissione consiliare di Vigilanza.
Alle elezioni comunali campane del 2022 viene confermata consigliera comunale per il M5S con 698 preferenze, risultando la donna più votata e tra i più votati.
Alle elezioni politiche anticipate del 2022 viene candidata alla Camera dei deputati per il Movimento 5 Stelle, sia nel collegio uninominale Campania 1 - 05 (Acerra) che nel collegio plurinominale Campania 1 - 02 in quarta posizione, venendo eletta deputata nell'uninominale con il 43,69% dei voti e superando nettamente i candidati del centro-sinistra, in quota PD-IDP, Paolo Siani (23,61%) e del centro-destra, in quota Lega, Maria Concetta Donnarumma (23,56%). Nella XIX legislatura è vicepresidente della Giunta delle elezioni della Camera e componente della 1ª Commissione Affari Costituzionali, della Presidenza del Consiglio e interni, oltre a ricoprire gli incarichi di segretaria e delegata d'aula del gruppo parlamentare M5S alla Camera.